# Aditi Dev Sharma
Vous pouvez aider à l'améliorer ou bien discuter des problèmes sur sa page de discussion.
- Il ne cite pas suffisamment ses sources. Vous pouvez indiquer les passages à sourcer avec {{référence nécessaire}} ou {{Référence souhaitée}}, et inclure les références utiles en les liant aux notes de bas de page. (Marqué depuis avril 2024)
- Certaines informations devraient être mieux reliées aux sources mentionnées dans la bibliographie ou les liens externes. Améliorez sa vérifiabilité en les associant par des références. (Marqué depuis avril 2024)
- Son texte doit être wikifié : il ne correspond pas à la mise en forme Wikipédia (style, typographie, liens internes, liens entre les wikis, etc.). (Marqué depuis avril 2024)
- Sa typographie ne respecte pas les conventions de Wikipédia. Vous pouvez solliciter de l’aide de l’Atelier typographique. (Marqué depuis février 2025)

- Archive Wikiwix
- Bing
- Cairn
- DuckDuckGo
- E. Universalis
- Gallica
- Google
- G. Books
- G. News
- G. Scholar
- Persée
- Qwant
- (zh) Baidu
- (ru) Yandex
- (wd) trouver des œuvres sur Wikidata

Aditi Dev Sharma  est une actrice de télévision indienne né le 24 août 1983 connu pour ses interprétations de Gangaa et Katha[Quoi ?] dans des séries éponymes. Elle a reçu un Indian Television Academy Awards, après le succès de la série Katha Ankahee dans laquelle elle a joué le premier rôle.

## Biographie
Née à Lucknow, en Inde, Aditi Sharma vient d'une famille brahmane. Elle a un père docteur nommé Devinder Sharma, une mère appelée Anila, et une petite fratrie comptant sa sœur Sweeta et son frère Bhavya.
En 2014, Aditi Sharma a épousé Sarwar Ahuja, un acteur de Bollywood, qui la rejoindra dans la distribution de la série Gangaa en tant que Maître Palash Banerjee. Depuis 2019, ils sont parents d'un fils, Sartaj, puis d'une fille en 2025.

## Carrière
Sharma a commencé sa carrière dans l'industrie du divertissement en 2004, quelque temps après avoir obtenu son baccalauréat en commerce (Hons) au Sri Venkateswara College, Université de Delhi. Gagnante de l'émission de chasse aux talents India's Best Cinestars Ki Khoj , qui a été diffusée en première sur Zee TV, elle a fait ses débuts au cinéma en interprétant les personnages de Nandini Iyer dans Khanna & Iyer, puis a enchaîné huit rôles dans différents films consécutifs, au cours des huit années suivantes.
Bien que continuant à jouer dans des films et ayant enchaîné quelques petits rôles dans des feuilletons télévisés, Aditi atteint un succès fou[non neutre] en décrochant un rôle notable dans la série Gangaa, laquelle elle jouera la version adulte de la protagoniste pendant 300 épisodes. Trois ans après, elle intègre la distribution d'Infidèles, aux côtés de Shakti Aurora, mais quitte l'émission avant la dernière saison. Avec la pandémie de COVID-19 et la naissance de son premier fils, elle fait une longue pause, avant de revenir en force dans le rôle inédit d'une mère célibataire vaillante, Katha, dans la série éponyme.

## Filmographie

### Films
| Années | Titres                    | Rôles                    | Langues | Références |
| ------ | ------------------------- | ------------------------ | ------- | ---------- |
| 2007   | Khanna & Iyer             | Nandini & Iyer           | Hindi   | [ 1 ]      |
| 2008   | Black & White             | Shagufta                 | Hindi   | [ 2 ]      |
| 2008   | Gunde Jhallumandi         | Neelu                    | Telugu  | [ 3 ]      |
| 2010   | Om Shanti                 | Anjali                   | Telugu  | [ 4 ]      |
| 2011   | Mausam                    | Rajjo                    | Hindi   | [ 5 ]      |
| 2011   | Lady Vs Ricky Baihl       | Saira Rashid             | Hindi   | [ 6 ]      |
| 2011   | Rasta Pyar Ka             |                          | Hindi   |            |
| 2011   | Kuch Khatta Kuch Meetha   | Mala                     | Hindi   | [ 7 ]      |
| 2011   | Babloo                    | Pooja                    | Telugu  | [ 8 ]      |
| 2014   | Ekkees Toppon Ki Salaami  | Tanya Shrivastav         | Hindi   | [ 9 ]      |
| 2015   | Angrej                    | Maarho                   | Punjabi | [ 10 ]     |
| 2016   | Saat Uchakkey             | Sona                     | Hindi   | [ 11 ]     |
| 2018   | Subedar Joginder Singh    | Gurdyal Kaur Banga       | Punjabi | [ 12 ]     |
| 2018   | Golak Bugni Bank Te Batua | Shindi                   | Punjabi | [ 13 ]     |
| 2018   | Nankana                   | Salma                    | Punjabi | [ 14 ]     |
| 2018   | Laatu                     | Jeeti                    | Punjabi | [ 15 ]     |
| 2020   | Ikko Mikke                | Dimple (theatre artiste) | Punjabi | [ 16 ]     |
| 2021   | Teeja Punjab              | Babita                   | Punjabi | [ 17 ]     |
| 2023   | Chal Jindiyae             | Sifat                    | Punjabi |            |
| 2024   | Parahuna 2                | Harjot                   | Punjabi |            |

### Television
| Années    | Titres                         | Rôles                      |        |
| --------- | ------------------------------ | -------------------------- | ------ |
| 2004      | India's Best Cinestars Ki Khoj | Herself                    | [ 18 ] |
| 2012      | Teri Meri Love Stories]        | Anjali (Épisode 16)        | [ 19 ] |
| 2012      | Lakhon Mein Ek - Venkatlaxmi   | Venkatlaxmi (Épisode 18)   |        |
| 2015–2017 | Gangaa                         | Gangaa Shukla              | [ 20 ] |
| 2015      | Badii Devrani                  | Invitée en tant que Gangaa |        |
| 2016      | Santoshi Maa                   | Invitée en tant que Gangaa |        |
| 2016      | Badho Bahu                     | Invitée en tant que Gangaa |        |
| 2016      | Waaris                         | Invitée en tant que Gangaa |        |
| 2016      | Yeh Kahan Aa Gaye Hum          | Invitée en tant que Gangaa |        |
| 2017      | Ek Vivah Aisa Bhi              | Invitée en tant que Gangaa |        |
| 2018–19   | Infidèles                      | Dr. Mauli Khanna           | [ 21 ] |
| 2018      | Shakti - Astitva Ke Ehsaas Ki  | Invitée en tant que Mauli  |        |
| 2022–2023 | Katha Ankahee                  | Katha Singh                | [ 22 ] |